# Agila II.
Agila II. (auch Achila oder Akhila; † um 714) war von 711 bis ca. 714 König der Westgoten. Er regierte in der Endphase des Westgotenreichs und beherrschte nur einen Teil des Reichsgebiets.

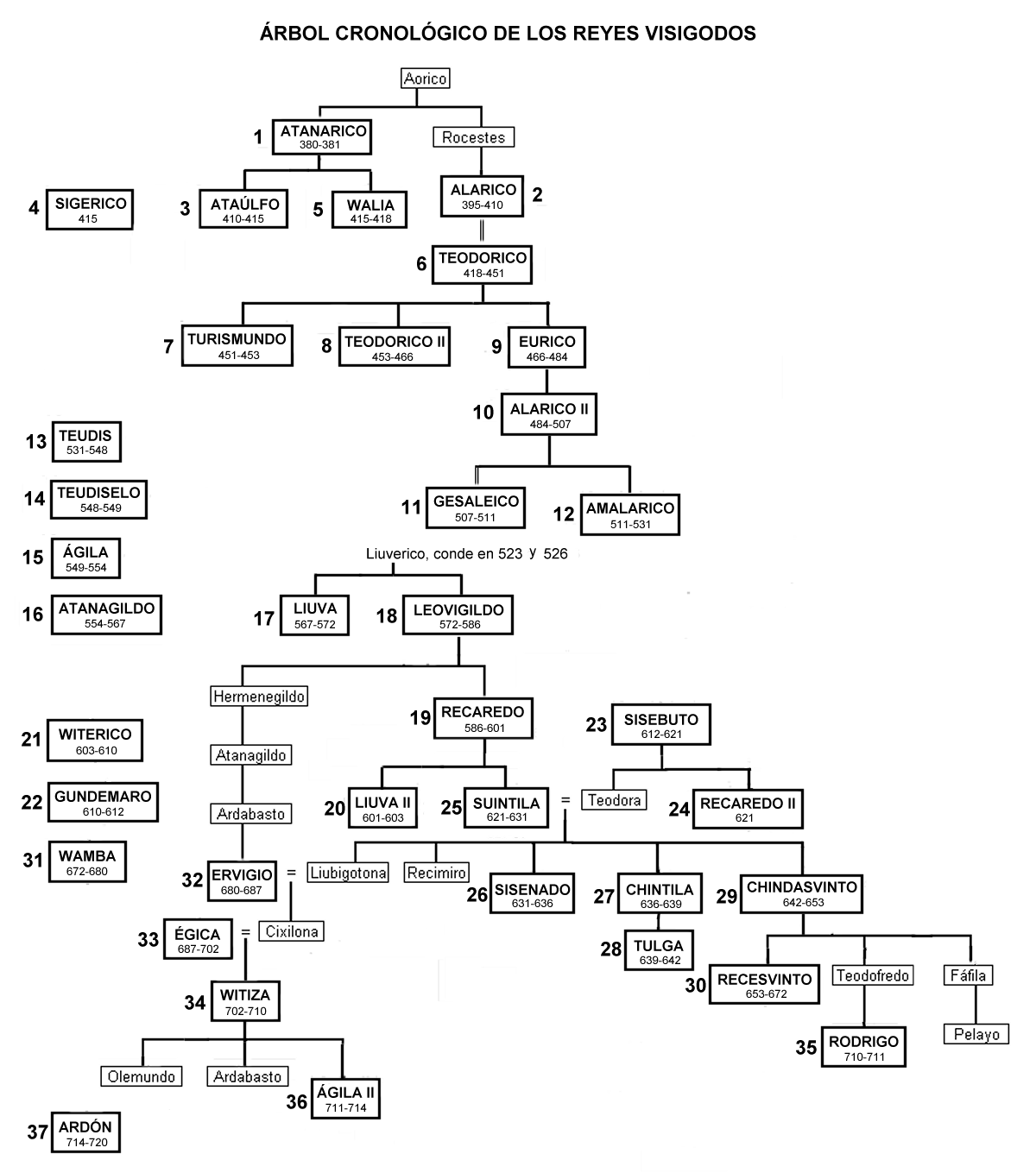
Könige der Westgoten

## Regierung
Über Agila ist sehr wenig bekannt. Seine Existenz und Herrschaft ist nur durch Münzfunde und durch eine Handschrift der westgotischen Königsliste bezeugt. Die Königsliste gibt seine Regierungszeit mit drei Jahren an. Da diese kurze Herrschaft in die Zeit der Eroberung der Iberischen Halbinsel durch die Muslime fällt, ist der Mangel an Quellen nicht erstaunlich. Die Münzen stammen aus Girona, Tarragona, Saragossa und Narbonne. Daher ist davon auszugehen, dass zumindest Teile der Region Tarraconensis (Norden und Osten der Halbinsel) und der Reichsteil Septimanien (im Südwesten von Frankreich) sich unter Agilas Kontrolle befanden, während im Süden bereits der Vormarsch der Muslime stattfand. Die Muslime hatten im Juli 711 die kriegsentscheidende Schlacht am Río Guadalete gewonnen, in welcher der Westgotenkönig Roderich fiel. Ob Agila im Kampf gegen die Muslime ums Leben kam, ist unbekannt; vermutlich war der Feldzug des arabischen Heerführers Musa ibn Nusayr nach Saragossa im Jahr 714 gegen ihn gerichtet. Agilas Nachfolger war Ardo.
Nach dem Tod Roderichs brachten seine Anhänger den Leichnam nach Viseu in Nordportugal, wo er bestattet wurde. Die Grabinschrift lautete: „Hier ruht Roderich, der letzte König der Goten“. Die Königslisten, die Roderich anführen, nennen Agila und Ardo nicht, und die Liste, die Agila erwähnt, übergeht Roderich. Daraus geht hervor, dass die Anhänger Roderichs Agila nicht als rechtmäßigen König betrachteten und diejenigen Agilas die Legitimität Roderichs bestritten.

## Agila als angeblicher Gegenkönig
Manche Historiker haben die Vermutung geäußert, dass Agila ein Gegenkönig war, der etwa gleichzeitig mit Roderich erhoben wurde. Diese Auffassung wurde von Claudio Sánchez-Albornoz widerlegt, der gezeigt hat, dass Agila erst nach dem Tod Roderichs erhoben wurde. Roderich befand sich kurz vor dem Ende seiner Regierung im Norden auf einem Feldzug gegen die Basken. Daraus ist ersichtlich, dass er auch den Norden des Reichs beherrschte. Hätte es einen Gegenkönig im Norden gegeben, so hätte Roderich ihn bekämpfen müssen und wäre nicht in der Lage gewesen, sich dem zweitrangigen Ziel der Unterwerfung der Basken zu widmen.
Als Beleg für eine Spaltung des Reichs durch ein Gegenkönigtum Agilas wird angeführt, dass im Herrschaftsgebiet Agilas keine Münzen Roderichs gefunden worden sind. Von Roderich sind insgesamt nur zwölf Münzen erhalten, die alle in Toledo und „Egitania“ (in Portugal) geprägt wurden. Diese geringe Anzahl von Zufallsfunden lässt aber keine weitreichenden Folgerungen zu; sie ist durch die sehr kurze Regierungszeit Roderichs erklärbar. Nicht einmal aus den sonst sehr aktiven Münzstätten von Mérida und Córdoba, zwei Städten, die während Roderichs Regierung zweifellos von ihm beherrscht wurden, sind Münzen von ihm erhalten. Dass Agila nie mehr als einen Teil des Reichs beherrscht hat und daher seine Münzen nur dort verwendet wurden, ist unstrittig.

## Agila als angeblicher Sohn Witizas
Bei der Königswahl Roderichs im Jahre 710 wurden die Söhne seines Vorgängers Witiza übergangen. Daher haben manche Historiker vermutet, Agila sei einer dieser Söhne gewesen und sei von der Partei der Familie Witizas zum König erhoben worden. Diese Vermutung ist jedoch widerlegt worden.
Angaben über einen „Vertrag von Damaskus“, in dem Agila (als Sohn Witizas) gegenüber dem Kalifen seine Abdankung erklärte und auf alle Herrschaftsrechte verzichtete, gehören mangels Belegen ins Reich der Phantasie.